# Estampació de xapa
L'estampació és un procés de fabricació al qual es sotmet una planxa o làmina metàl·lica a partir d'un procés de conformat en fred que, sense eliminació d'encenall, permet donar una forma determinada per deformació plàstica. Aquest procés, compren el talla de la planxa, el corbament i l'embotició mitjançant matrius o estampes en premses hidràuliques o mecàniques.
El procediment permet obtenir peces més lleugeres que les de fosa amb major resistència mecànica, reduir el nombre de soldadures i reblons. Per a sèries més grans és més ràpid i econòmic. Es poden obtenir peces amb formes en que l'espessor de tots els seus punts sigui uniforme.

## Procés de fabricació per estampació de peces de xapa
El procés de fabricació de peces mitjançant operacions en premses per estampar xapes comencen a partir d'una bobina de xapa que és la primera matèria. A partir de l'estudi de les peces que es volen obtenir, s'aconsegueixen les matrius o estampes. Aquestes bobines es netegen, en cas de provenir de xapa laminada en calent i es tallen en parts més petites i amb les que es pugui treballar millor. Els trossos de xapa es fan passar a partir d'aquestes matrius i mitjançant diferents operacions es va conformant la peça. En alguns casos aquest només és un dels diferents processos que seguirà el material fins a l'obtenció definitiva de la peça final acabada, ja que es poden realitzar unions, muntatges de peces, processos d'acabat i/o pintat de les peces acabades.
Peces estampades s'utilitzen entre d'altres en la fabricació de mitjans de transport, electrodomèstics, ferretaria, mobiliari metàl·lic, aeronaus i maquinari. Per raons de reducció de pes i de costs, en certes aplicacions les peces metàl·liques estampades es reemplacen per equivalents en matèries plàstiques obtingudes per termocomformació.

## Doblegament de xapa en premses
És una operació que serveix per obtenir petites corbes o doblecs a la xapa. Es pot fer de diferents formes. Algunes de les més comunes en el cas de premses són:
- Doblegat amb punxó i estampa.

Es basa en un punxó i una estampa amb la forma de la curvatura de la peça i que li donaran la forma final a la xapa desitjada al deformar-la per pressió.
- Doblegat amb estampes de goma.

En aquest cas l'estampa és de goma i no només és el punxó qui transmet la forma desitjada a la peça. Aquestes estampes són més versàtils, ja que només has de disposar del punxó amb la forma de la curvatura, però tenen menys vida útil, al sofrir major desgast. Per tal és un procés usat per a poques peces (sèries curtes).
- Doblegat a l'aire.

És un procés que permet, per al mateix utillatge, l'obtenció de diferents curvatures en una xapa. Es fa mitjançant un punxó i una matriu amb un angle gran (85º). Segons el que baixi el punxó, la curvatura que tindrà la xapa serà una o una altra.
- Doblegat amb estampes mòbils.

En alguns casos, les curvatures que es volen donar a les xapes són bastant complexes, cosa que provoca que amb un utillatge de matriu-punxó no es pugui obtenir la forma desitjada. Per evitar possibles problemes en les peces o en màquines i utillatges i evitar que la xapa quedi pinçada al baixar el punxó, en aquests casos, es disposa d'una estampa mòbil que ens garanteix que la peça tindrà la forma correcta, ja que es van emmotllant a l'evolució de la curvatura de al xapa per facilitar-la.

## Corbament de xapa en premses
És una operació que s'utilitza per obtenir superfícies corbades a partir de deformacions en premses. Es pot usar per obtenir tubs a partir de xapes d'altres curvatures. El mecanisme es basa en la deformació de la xapa segons la matriu i punxó que s'utilitzi per donar la forma adequada.

## Embotició de xapa en premses
Serveix per obtenir, a partir d'una xapa una superfície en 3D. Es fa mitjançant un utillatge anomenat premsa-xapes, que deixa fluir lateralment el material mentre la premsa baixa i el punxó dona la forma al material. També s'utilitza una matriu per acabar de donar la forma desitjada. Tots els útils tenen les cantonades arrodonides, perquè no es talli el material durant el procés, sinó que només adquireixi al forma desitjada.
És un mètode prou utilitzat per obtenir recipients a partir de xapes. En aquest cas, per aconseguir que el fons del recipient quedi totalment pla, s'usa un punxó inferior que acompanya la xapa mentre baixa i evita deformacions a la superfície inferior.
Per a sèries molt curtes i molta variabilitat de productes, es pot usar un sistema d'embotició amb punxó de goma que té un cost menor que els utillatges específics i el mateix punxó fa de premsa-xapes. Tot i que permet produir poques peces (500-1000 peces)i per tant, no és útil per a grans sèries de peces idèntiques.